# Pure Earth
Pure Earth (ex-Blacksmith Institute) est une organisation non gouvernementale américaine fondée en 1999. Son siège est à New York. Elle œuvre dans les domaines de la santé et la pollution. Dans ce cadre elle recherche, suit et dépollue les sites toxiques, à l'aide de financements publics ou privés. L'ONG participe aussi à la Global Alliance on Health and Pollution et à la commission Santé et Pollution de la prestigieuse revue scientifique américaine The Lancet.

## Historique

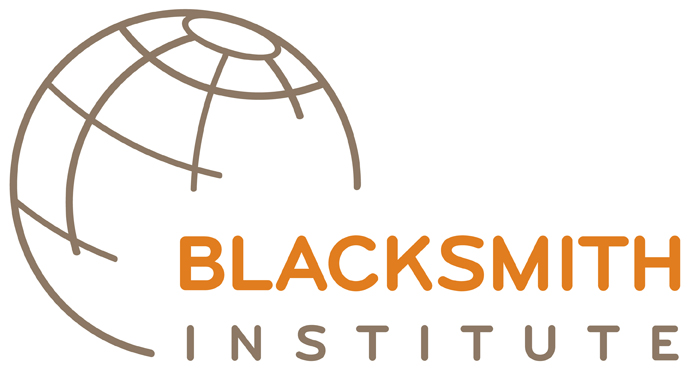
Ancien logo Blacksmith.

L'institut est fondé en 1999 à New York par un ancien salarié d'IBM. Le premier nom, « Blacksmith », littéralement « forgeron », est une référence à ce métier. En 2015, l'ONG change de nom pour Pure Earth.

## Missions
Partant du fait que « les polluants toxiques sont des poisons qui handicapent et tuent plus de 100 millions de personnes dans les pays à revenu faible et moyen, en particulier les enfants, et qu'il s'agit d'un problème fini, qui peut être résolu dans le temps d'une vie humaine », Pure Earth s'est donné pour mission de soutenir des projets environnementaux de dépollution de l'eau, de l'air ou des sols, avec un objectif d'élimination des cas les plus graves (historiques ou en cours) menaçant la vie des habitants des pays en développement.
Pour cela, Pure Earth identifie d'abord les sites les plus pollués du monde et cherche à aider les communautés locales à les dépolluer, en commençant en priorité là où les enfants sont les plus touchés ou soumis au risques sanitaires, technologiques et industriels liés à ces pollutions.

## Méthodes
Pure Earth collabore à travers le monde avec de nombreux partenaires qui sont des gouvernements, la communauté internationale, des ONG, des agences locales, pour concevoir et mettre en œuvre des solutions innovantes et à faible coût de traitement de la pollution, pour sauver des vies. L'ONG fournit un soutien stratégique, technique et financier aux porteurs locaux de solution pouvant améliorer la qualité de vie de leurs communautés.
Ses programmes comportent un processus multi-étapes comprenant :
- Identification des sites les plus pollués du monde dans les pays en développement, sur la base des propositions reçues des membres de la communauté internationale et via Internet (crowd sourcing) ;
- Évaluation des risques pour la santé à ces endroits ;
- Conception et mise en œuvre d'une stratégie d'assainissement adaptée aux spécificités du site, en s'appuyant sur les réseaux locaux actifs, dans un esprit de coopération.

## Actions

### Dépollution de sites
Pure Earth a contribué à une centaine d'opérations terminées de dépollution, et est engagé dans une quarantaine de projets dans dix-neuf pays. Le rapport 2009 cite douze exemples de succès avec :
- Traitement de problèmes de pollution intérieure - Accra, Ghana ;
- Prévention de pollution minière - Candelaria (région d'Atacama, Chili) ;
- Réduction de risques lié à la radioactivité - Tchernobyl, Ukraine ;
- Épuration de l'air urbain - Delhi, Inde ;
- Traitement d'une pollution au plomb responsable de saturnisme - La Haina, République dominicaine ;
- Récupération de mercure - Kalimantan, Indonésie ;
- Diminution d'une pollution par le plomb - Roudnaïa Pristan, Russie ;
- Nettoyage d'une pollution par le DDT - Old Korogwe, Tanzanie ;
- Restauration d'un cours d'eau - Shanghai, Chine ;
- Traitement d'une pollution à l'arsenic - Bengale Occidental, Inde ;
- Élimination de l'essence plombée - à échelle mondiale ;
- Traitement et élimination des armes chimiques - à échelle mondiale.

### Identification des sites pollués
L'ONG est également connue dans le monde pour l'un de ses projets (Polluted Places Initiative) qui vise plus globalement à identifier les sites pollués dans le monde entier. Un rapport annuel fait le point sur l'évolution de la situation selon les données que l'ONG a pu réunir.
La base de données de points toxiques de Pure Earth répertorie les sites assez pollués pour présenter un risque sanitaire grave pour les populations avoisinantes. Pure Earth publie également un rapport annuel des pires problèmes de pollution par des substances toxiques dans le monde, avec estimation de l’impact des pollutions provoquant des maladies graves.

### Health and Pollution Fund
De 2008 à 2012, Pure Earth coordonne une initiative internationale visant à créer le Health and Pollution Fund (Fonds santé et dépollution), de 500 millions à 1 milliard de dollars américains pour aider à dépolluer et éliminer les menaces dues aux pollutions dans les pays en développement.

### Global Alliance on Health and Pollution (GAHP)
En juillet 2012, Pure Earth a convoqué lors une réunion au Centre Bellagio de la Fondation Rockefeller en Italie, des dirigeants mondiaux et des experts sur la pollution. L'organisme Global Alliance on Health and Pollution a été créé à l'occasion, avec la Banque mondiale, le PNUE, le PNUD, l’ONUDI, la Banque asiatique de développement, la Commission européenne, et les ministères de l’environnement et de la santé de nombreux pays à revenu faible et intermédiaire afin de lutter contre la pollution et la santé à l'échelle,. Pure Earth assure l'office de secrétariat pour le GAHP et assure la coordination des efforts internationaux visant à pérenniser cette alliance mondiale. GAHP remplace l'ancien Fonds pour la santé et la pollution.

## L'équipe
Richard Fuller, président et fondateur de l'Institut, est assisté par David Hanrahan (directeur pour les opérations globales), Jodyne Kim, directeur financier, Meredith Block, directeur des programmes, Bret Ericson responsable de programmes et pilote du Global Inventory Project. Matt Greenbaum s'occupe du développement, assisté de Magdalene Sim (directeur de la communication).
Yolaimel Mendez s'occupe de l'administration financière et une équipe de six responsables et coordinateurs régionaux et douze coordinateurs dans les pays s'occupent des opérations de terrain, appuyés par un pool de vingt-deux experts en santé environnementale.

## Les cibles de Pure Earth
Selon le rapport 2008 de Pure Earth, les problèmes les plus graves pour la santé humaine sont l'orpaillage artisanal, la contamination des eaux de surface, la pollution de l'air intérieur, l'industrie minière, la contamination des eaux souterraines, la métallurgie, les mines d'uranium et les déchets radioactifs, les décharges sauvages ou non traitées, la pollution urbaine, et le recyclage du plomb et de l'acide des batteries.
Selon Pure Earth, les dix sites les plus pollués du monde en 2007 étaient les suivants (par ordre alphabétique des pays) :
- Sumqayıt, Azerbaïdjan
- Linfen, Chine
- Tianying, Chine
- Sukinda, Inde
- Vapi, Inde
- La Oroya, Pérou
- Dzerjinsk, Russie
- Norilsk, Russie
- Tchernobyl, Ukraine
- Kabwe, Zambie

En 2006, la liste était la suivante :
- Tchernobyl, Ukraine
- Dzerjinsk, Russie
- Bajos de Haina, République dominicaine
- Kabwe, Zambie
- La Oroya, Pérou
- Linfen, Chine
- Mailuu-Suu, Kirghizistan
- Norilsk, Russie
- Ranipet, Inde
- Dalnegorsk et Roudnaïa Pristan, Russie